# Обман двадцятого століття
«Обман двадцятого століття: проти уявного винищення європейських євреїв» (англ. The Hoax of the Twentieth Century: The Case Against the Presumed Extermination of European Jewry) — книга американського вченого ревізіоніста Артура Р. Бутца. Книга стала базовою для більшої частини руху ревізіонізму Голокосту, а саме для тих, хто заперечує, що німці були спеціально орієнтовані на знищення євреїв в Європі під час Другої світової війни.
Уперше була опублікована в 1975 році видавництовом Historical Review Press (Велика Британія).
В книзі Бутц писав, що міф про Освенцім створено у Вашингтоні, як ейнзацгрупи — у Москві, він також стверджує, що Гітлер не лише не вбивав 6 мільйонів євреїв, а й навіть не намагався цього зробити.